# Cilazapril
El cilazapril es un inhibidor de la enzima convertidora de angiotensina (inhibidor de la ECA) utilizado para el tratamiento de la hipertensión y la insuficiencia cardíaca congestiva. Fue patentado en 1982 y aprobado para uso médico en 1990.

## Indicaciones
Se utiliza como un medicamento en cardiología contra la hipertensión, episodios de insuficiencia cardíaca y después de un infarto agudo de miocardio.

## Nombres de marca
Se marca como Dynorm, Inhibace, Vascace y muchos otros nombres en varios países. Ninguno de ellos está disponible en los Estados Unidos a partir de mayo de 2010.